# ホウ化物
化学においてホウ化物（ホウかぶつ、Boride）とは、ホウ素とそれより電気陰性度が小さい元素との間の化合物の総称である。ホウ化物は非常に大きな化合物の一群であり、一般に融点が高く天然では非イオン性である。いくつかのホウ化物は非常に役立つ物理的特性を持つ。また、ホウ化物という用語は大まかであり、二十面体ホウ化物であるB12As2のような化合物にも適用される。

## 化合物の範囲
ホウ化物には、極端な例だとYB66やNd2Fe14Bのようにホウ素が豊富なものから金属が豊富なものまで幅広く分類される。ホウ素原子と金属原子の比率が4:1以上のものはホウ素過剰ホウ化物、4:1未満のものは金属過剰ホウ化物と一般には定義づけられている。

### ホウ素過剰ホウ化物
主にランタノイドとアクチノイドが多種のホウ素過剰ホウ化物を形成する。このグループの性質は一つの化合物から例えば半導体、超伝導体、反磁性、常磁性、強磁性、反強磁性の化合物へ変化する。それらは大部分が安定であり難溶性である。いくつかの十二ホウ化金属は二十面体配置のホウ素原子を含み、イッテルビウムやジルコニウム、ウランなど他の元素は立方八面体配置のホウ素原子を持つ。LaB6は不活性および難溶性化合物で、電極の放出のための低い仕事関数のために熱カソードで使われる。YB66の結晶は低エネルギーシンクロトロンX線のための単色光分光器に使われる。

### 金属過剰ホウ化物
遷移金属には金属過剰ホウ化物を形成する傾向がある。このグループは融点が高く不活性であり、タービン翼やロケットノズルなどに使われている。最近の研究では、39 K で超伝導体となるMgB2、超非圧縮性のOsB2とReB2のように興味深い性質が多く見つかっている。

### ホウ化物の構造
ホウ素過剰ホウ化物はホウ素多面体を含むことができるホウ素原子による三次元構造を含む。金属過剰ホウ化物は単ホウ素原子、B2ユニット、ホウ素鎖、またはホウ素シート/層を含む。
それぞれの構造をとるホウ化物の例
- ホウ素多面体 - NaB15
- 単ホウ素原子 - Mn4B
- B2ユニット - V3B
- ホウ素鎖 - FeB
- ホウ素シート/層 - CrB2